# Peter Collinson (botaniste)
Pour les articles homonymes, voir Peter Collinson.
Peter Collinson (28 janvier 1694–11 août 1768) est un botaniste anglais, membre de la Royal Society principalement connu pour son amitié avec Benjamin Franklin et leur correspondance au sujet de l'électricité.

## Biographie
Fils d'un drapier, il entre dans l'entreprise familiale. Il s'intéresse très tôt à la botanique. Sa famille fait partie de la Société religieuse des Amis (quakers).
En octobre 1728, Collinson écrit à Sir Hans Sloane, président de la Royal Society, sur d'étranges événements s'étant déroulés dans le Kent et le 7 novembre 1728 il est proposé à l'élection de membre de la société (qui prend effet le 5 décembre de la même année).
Collinson commercialise ses tissus à des Américains et obtient, de ses contacts commerciaux, des graines et des plantes. Il commence à comprendre que de telles importations représentent une source possible de profits et commence à importer des spécimens botaniques américains pour les collectionneurs britanniques.
Il tisse des relations épistolaires et amicales avec des scientifiques renommés comme Sir Sloane, Carl von Linné et Benjamin  Franklin.

## Postérité
- En 2008, l'historienne et écrivain allemande Andrea Wulf consacre un roman à John Bartram et Peter Collinson : The Brother Gardeners, publié en avril 2008, qui a obtenu en 2010 le CBHL Annual Literature Award décerné par le Council on Botanical and Horticultural Libraries, Inc. (en)[3].